# Naoriya Pakhanglakpa
Naoriya Pakhanglakpa é uma vila no distrito de Imphal West, no estado indiano de Manipur.

## Demografia
Segundo o censo de 2001, Naoriya Pakhanglakpa tinha uma população de 6619 habitantes. Os indivíduos do sexo masculino constituem 50% da população e os do sexo feminino 50%. Naoriya Pakhanglakpa tem uma taxa de literacia de 79%, superior à média nacional de 59.5%: a literacia no sexo masculino é de 85% e no sexo feminino é de 73%. Em Naoriya Pakhanglakpa, 10% da população está abaixo dos 6 anos de idade.